# Caperonia linearifolia
Caperonia linearifolia là một loài thực vật có hoa trong họ Đại kích. Loài này được A.St.-Hil. mô tả khoa học đầu tiên năm 1825.